# کورنوفسک
شهر کورنوفسک (به روسی: Кореновск) در کشور روسیه و در کرای کراسنودار واقع شده‌است.